# Berchtesgadenský národní park
Berchtesgadenský národní park (německy Nationalpark Berchtesgaden) byl vyhlášen 1. srpna 1978 na rozloze 208 km². Rozkládá se na velké části obcí Ramsau bei Berchtesgaden a Schönau am Königssee a na malé části obce Berchtesgaden v Berchtesgadenských Alpách v bavorském okrese Berchtesgadensko. Na východě, jihu a jihozápadě sousedí s rakouskou spolkovou zemí Solnohradskem. Je jediným německým národním parkem v Alpách. Mimo jiné se v národním parku nachází masiv Watzmann, ledovec Blaueis a převážná část jezera Königssee

## Geografie
Nejnižší nadmořské výšky dosahuje na hladině jezera Königssee (603,3 m) a nejvyšší na vrcholu Watzmann Südspitze v masivu Watzmann (2713 m). Okolo parku se na severu rozkládá 259 km² velký Berchtesgadenský alpský park, který zahrnuje vesnice Ramsau bei Berchtesgaden, Schönau am Königssee, Berchtesgaden, Bischofswiesen a Marktschellenberg. Ještě větším územím je pak biosférická oblast Berchtesgadener Land. Hranice národního parku vede 1 km východně od Jenneru a pak se stáčí kolem lyžařského areálu na sever k Mannlgratu a přes něj k Hohen Göllu. Odtud sleduje německo-rakouskou hranici k chatě Neue Traunsteiner Hütte na Reiter Alm, odkud uzavírá celý východ náhorní plošiny a poté severně od Schottmalhornu klesá k Hintersee. V Ramsau bei Berchtesgaden vede hranice jižně od Hintersee a Ramsauer Ache směrem na východ podél severních svahů Hochkalteru a Watzmannu zpět k Jenneru, přičemž protíná nejsevernější konec Königssee. Za zvláštní zmínku stojí údolí Wimbachgries, které podle geologické teorie vzniklo zřícením klenby nad Watzmannem a Hochkalterem. Je vyplněno nánosem trosek o tloušťce až 300 m, který se táhne v délce 10 km. V národním parku se nachází také horské jezero Funtensee, kde se pravidelně v zimě měří nejnižší teploty z celého Německa.